# 암석권

지구 암석권의 지각판

지구 중심에서 표면까지의 단면도. 지각과 암석권 맨틀을 포함하는 암석권이 보인다(세부 사항은 축척에 맞지 않음)

암석권(岩石圈, lithosphere, 고대 그리스어: λίθος(바위의) + σφαίρα(구))은 지구형 행성이나 자연 위성의 단단하면서 가장 바깥쪽에 있는 암석층이다. 지구에서는 지각과 수천 년 이상에 걸쳐 탄성적으로 거동하는 상부 맨틀의 최상위 부분인 암석권 맨틀로 구성된다. 지각과 상부 맨틀은 화학적 및 광물학적 특성을 기준으로 구별된다.

## 지구의 암석권
지구의 단단하고 견고한 바깥 수직층을 구성하는 지구의 암석권에는 지각과 맨틀의 최상부 부분인 암석권 맨틀(또는 맨틀 암석권)이 포함되며, 이 부분은 대류하지 않는다. 암석권 아래의 층은 연약권이라고 불린다. 연약권은 상부 맨틀 중에서 더 약하고 뜨겁고 깊은 부분으로 대류할 수 있다. 암석권-연약권 경계는 응력에 대한 반응의 차이로 정의된다. 암석권은 지질학적 시간의 매우 긴 기간 동안 탄성적으로 그리고 취성 파괴를 통해 변형되는 반면, 연약권은 점성적으로 변형되며 소성 변형을 통해 암반이 변형을 수용할 수 있다.
암석권-연약권 경계의 이러한 정의 때문에 암석권의 두께는 취성 거동과 점성 거동 사이의 전이와 관련된 등온선의 깊이로 정의한다. 감람석이 상부 맨틀에서 일반적으로 가장 약한 광물이기 때문에 감람석이 연성이 되는 온도(~1,000 °C or 1,830 °F)가 이 등온선을 설정하는 데 자주 사용된다.
암석권은 수평적으로는 지각판으로 세분할 수 있으며, 이는 종종 다른 판으로부터 부착된 암층(Terrane)을 포함한다.

### 개념의 역사
지구의 강한 바깥층으로서 암석권의 개념은 영국의 수학자 A. E. H. 러브가 1911년 그의 논문 《지구동역학의 몇 가지 문제》에서 설명했으며, 미국의 지질학자 조지프 배럴이 이 개념에 대한 일련의 논문을 쓰고 "암석권"이라는 용어를 도입하면서 더욱 발전시켰다. 이 개념은 대륙 지각 위에 상당한 중력 이상이 존재한다는 점에 기반을 두었으며, 이를 통해 그는 유동할 수 있는 더 약한 층(그가 연약권이라고 부름) 위에 강하고 단단한 상부층(그가 암석권이라고 부름)이 존재해야 한다고 추론했다. 이러한 아이디어는 캐나다 지질학자 레지널드 올드워스 데일리가 1940년 그의 중요한 저서 《지구의 강도와 구조》에서 확장했다. 이들은 지질학자와 지구물리학자에서 널리 받아들여졌다. 약한 연약권 위에 놓인 강한 암석권이라는 이러한 개념은 판 구조론의 이론에 필수적이다.

### 유형

다양한 유형의 암석권

암석권은 해양성 암석권과 대륙성 암석권으로 나눌 수 있다. 해양성 암석권은 해양 지각(평균 밀도가 약 2.9 그램 매 세제곱센티미터 or 0.10 파운드 매 세제곱인치)과 관련이 있으며 해양 분지에 존재한다. 대륙성 암석권은 대륙 지각(평균 밀도가 약 2.7 그램 매 세제곱센티미터 or 0.098 파운드 매 세제곱인치)과 관련이 있으며 대륙과 대륙붕 아래에 놓여 있다.

#### 해양성 암석권
해양성 암석권은 주로 고철질 지각과 초고철질 맨틀(감람암)로 구성되어 있으며 대륙성 암석권보다 밀도가 높다. 해령에서 발견되는 젊은 해양성 암석권은 지각보다 두껍지 않지만, 해양성 암석권은 나이가 들고 해령에서 멀어질수록 두꺼워진다. 가장 오래된 해양성 암석권은 일반적으로 두께가 약 140 km이다. 이러한 두꺼워짐은 뜨거운 연약권을 암석권 맨틀로 전환시키는 전도성 냉각으로 발생하며, 해양성 암석권이 시간이 지남에 따라 점점 더 두껍고 밀도가 높아지도록 만든다. 사실, 해양성 암석권은 맨틀에서 대류를 위한 열 경계층이다. 해양성 암석권의 맨틀 부분의 두께는 시간의 제곱근에 비례하여 두꺼워지는 열 경계층으로 근사화할 수 있다.
{\displaystyle h\,\sim \,2\,{\sqrt {\kappa t}}}
여기서 {\displaystyle h}는 해양성 맨틀 암석권의 두께이고, {\displaystyle \kappa }는 규산염 암석의 열확산도 (약 1.0×10−6 m2/초 or 6.5×10−4 ft2/분)이며, {\displaystyle t}는 암석권의 특정 부분의 나이이다. 나이는 종종 L/V와 같으며, 여기서 L은 해령의 확산 중심으로부터의 거리이고, V는 암석권 판의 속도이다.
해양성 암석권은 수천만 년 동안은 연약권보다 밀도가 낮지만, 그 이후로는 연약권보다 점점 더 밀도가 높아진다. 화학적으로 분화된 해양 지각은 연약권보다 가볍지만, 맨틀 암석권의 열 수축으로 인해 연약권보다 밀도가 높아진다. 성숙한 해양성 암석권의 중력 불안정성은 섭입대에서 해양성 암석권이 항상 위에 덮인 암석권(해양성 또는 대륙성일 수 있음) 아래로 가라앉게 된다. 새로운 해양성 암석권은 해령에서 끊임없이 생성되어 섭입대에서 맨틀로 다시 재활용된다. 결과적으로 해양성 암석권은 대륙성 암석권보다 훨씬 젊다. 가장 오래된 해양성 암석권은 약 1억 7천만 년 전인 반면, 대륙성 암석권의 일부는 수십억 년 전이다.

##### 섭입된 암석권
21세기 초 지구물리학 연구는 암석권의 큰 조각이 핵-맨틀 경계 근처까지 2,900 km 깊이로 맨틀 속으로 섭입되었지만, 다른 조각은 상부 맨틀에 "떠다닌다"고 주장한다. 또 다른 조각들은 400 킬로미터 (250 mi)까지 맨틀 속으로 파고들지만 위에 있는 대륙판에 "붙어" 있다. 이는 1988년 조던이 재검토한 "판권"(tectosphere)의 오래된 개념의 범위와 유사하다. 섭입하는 암석권은 약 600 km 깊이까지 단단함을 유지한다(베니오프대를 따라 발생하는 심발지진으로 입증됨).

#### 대륙성 암석권

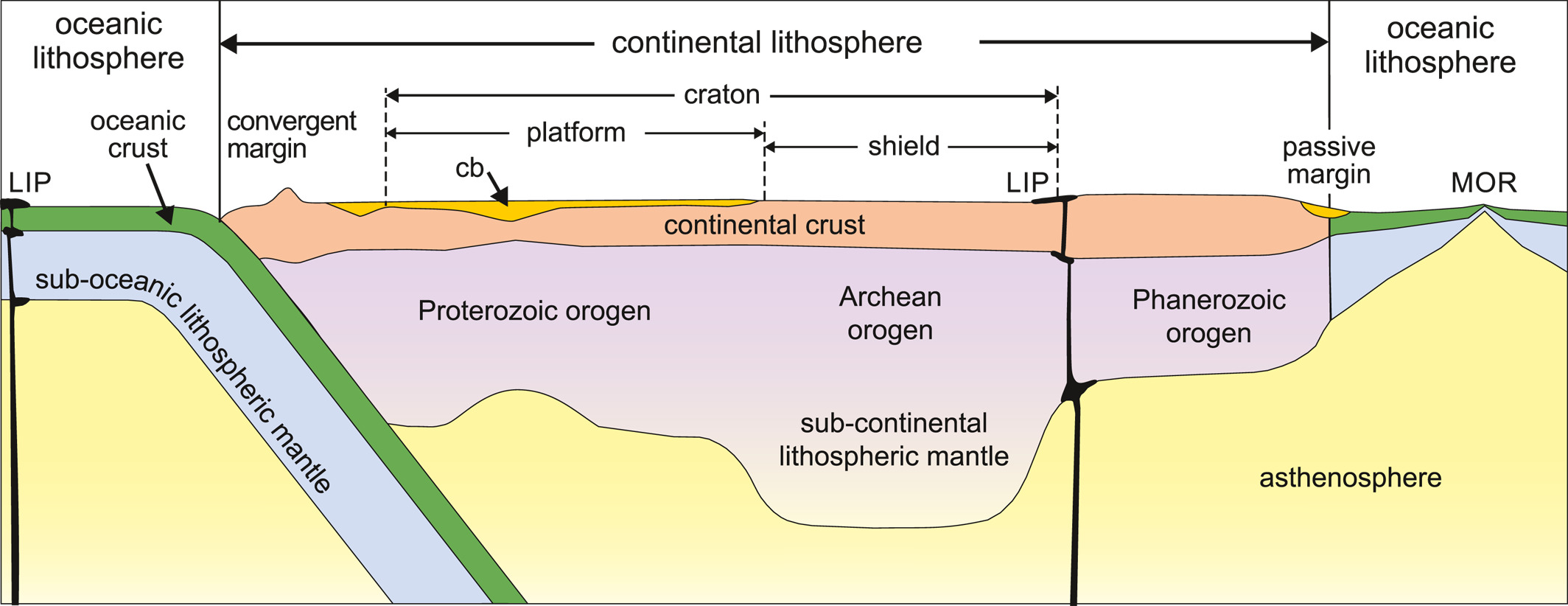
지구 암석권의 이상화된 단면도 (약어: cb=크레이톤 퇴적 분지, LIP=거대 화성암 지대, MOR=해령)

대륙성 암석권은 두께가 약 40 km에서 아마도 280 km까지 다양하다. 일반적인 대륙성 암석권의 상부 약 30 to 50 킬로미터 (19 to 31 mi)는 지각이다. 지각은 모호로비치치 불연속면에서 발생하는 화학적 조성의 변화로 인해 상부 맨틀과 구별된다. 대륙성 암석권의 가장 오래된 부분은 강괴 아래에 있으며, 그곳의 맨틀 암석권은 더 두껍고 일반적인 것보다 밀도가 낮다. 이러한 맨틀 "강괴 뿌리"의 상대적으로 낮은 밀도는 이러한 지역을 안정화하는 데 도움이 된다.
상대적으로 낮은 밀도 때문에 섭입대에 도달한 대륙성 암석권은 다시 표면으로 나오기 전까지 약 100 km 이상 섭입할 수 없다. 결과적으로 대륙성 암석권은 해양성 암석권처럼 섭입대에서 재활용되지 않는다. 대신, 대륙성 암석권은 지구의 거의 영구적인 구조이다.

## 맨틀 제노리스
지구과학자는 킴벌라이트, 람프로이트, 기타 화산암으로 올라온 맨틀 제노리스를 조사하여 대륙 아래 맨틀의 특성을 직접 연구할 수 있다. 이 제노리스의 역사는 오스뮴과 레늄 동위원소의 풍부도 분석을 포함한 많은 방법으로 조사되었다. 이러한 연구는 일부 강괴 아래의 맨틀 암석권이 판 구조론과 함께하는 맨틀 흐름에도 불구하고 30억 년 이상 지속되었음을 확인했다.

## 미생물
암석권의 상부는 미생물의 거대한 서식지로, 일부는 지구 표면 아래 4.8 km 이상에서 발견된다.

## 같이 보기
- 탄산염-규산염 주기
- 기후계
- 빙권
- 지권
- 콜라 시추공
- 모호로비치치 불연속면
- 토양권
- 고체 지구
- 수직 변위

## 참고 문헌
- Chernicoff, Stanley; Whitney, Donna (1990). 《지질학. 물리 지질학 입문》 4판. 피어슨. ISBN 978-0-13-175124-8.